# Лякросс на Олимпийских играх
Соревнования по лякроссу на летних Олимпийских играх прошли только на двух Олимпиадах — 1904 и 1908 — и были затем отменены. Позже соревнования по лякроссу включались на трёх Олимпиадах, но уже в качестве показательных. В 2023 году было принято решение, что лякросс вернётся в программу Олимпийских игр в 2028 году в Лос-Анджелесе.

## Соревнования
| Соревнования | 04 | 08 | 12 | 20 | 24 | 28   | 32   | 36 | 48   | Годы |
| ------------ | -- | -- | -- | -- | -- | ---- | ---- | -- | ---- | ---- |
| Мужчины      | •  | •  |    |    |    | Пок. | Пок. |    | Пок. | 2    |
| Всего        | 1  | 1  |    |    |    | 1    | 1    |    | 1    |      |

## Призёры
| Год  | Место проведения | Финал     | Финал   | Финал          | Матч за 3-е место | Матч за 3-е место | Матч за 3-е место |
| Год  | Место проведения | 1-е место | Счёт    | 2-е место      | 3-е место         | Счёт              | 4-е место         |
| ---- | ---------------- | --------- | ------- | -------------- | ----------------- | ----------------- | ----------------- |
| 1904 | Сент-Луис        | Канада    | 8 : 2   | США            | Канада            | —                 | —                 |
| 1908 | Лондон           | Канада    | 14 : 10 | Великобритания | —                 | —                 | —                 |

## Медальный зачёт

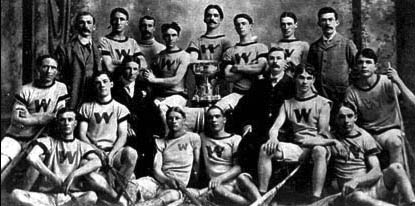
Канадская сборная Олимпиады 1904, ставшая первой чемпионкой Игр

| Общее количество медалей |                |        |         |        |       |
| Место                    | Страна         | Золото | Серебро | Бронза | Всего |
| 1                        | Канада         | 2      | 0       | 1      | 3     |
| 2                        | США            | 0      | 1       | 0      | 1     |
| 2                        | Великобритания | 0      | 1       | 0      | 1     |

## Страны
| Страна         | 1904 | 1908 | 1912—1924 | 1928 | 1932 | 1936 | 1948 | Годы |
| -------------- | ---- | ---- | --------- | ---- | ---- | ---- | ---- | ---- |
| Великобритания | —    | 2    |           | •    |      |      | •    | 1    |
| Канада         | 1; 3 | 1    |           | •    | •    |      | •    | 2    |
| США            | 2    |      |           | •    | •    |      | •    | 1    |
| Всего стран: 3 | 2    | 2    |           | 3    | 2    |      | 3    |      |